# Dolenjski list
Dolenjski list – słoweński tygodnik regionalny z siedzibą w mieście Novo mesto. Został założony w 1950 roku.